# Campionati italiani di triathlon del 2011
I Campionati italiani di triathlon del 2011 (XXIII edizione) sono stati organizzati dalla Federazione Italiana Triathlon e si sono tenuti a Tarzo Revine in Veneto, in data 2 luglio 2011.
Tra gli uomini ha vinto Alessandro Fabian ( Carabinieri), mentre la gara femminile è andata ad Annamaria Mazzetti ( Fiamme Oro).

## Risultati

### Élite uomini
| Pos. | Atleta                    | Società sportiva             | Nuoto    | Bici     | Corsa    | Totale   |
| ---- | ------------------------- | ---------------------------- | -------- | -------- | -------- | -------- |
|      | Alessandro Fabian         | Carabinieri                  | 00:18:31 | 00:58:44 | 00:33:05 | 01:51:16 |
|      | Luca Facchinetti          | T.D. Rimini                  | 00:18:35 | 00:58:43 | 00:33:31 | 01:51:42 |
|      | Alberto Casadei           | Fiamme Oro                   | 00:18:36 | 00:58:41 | 00:34:12 | 01:52:24 |
| 4    | Davide Bargellini         | Friesian Team                | 00:18:34 | 00:58:43 | 00:34:27 | 01:52:42 |
| 5    | Giulio Molinari           | Carabinieri                  | 00:18:30 | 00:58:48 | 00:34:53 | 01:53:00 |
| 6    | Mattia Ceccarelli         | DDS                          | 00:18:31 | 00:58:44 | 00:35:19 | 01:53:25 |
| 7    | Leonardo Ballerini        | Triathlon Cremona Stradivari | 00:18:33 | 00:58:43 | 00:35:50 | 01:54:07 |
| 8    | Rodrigo Augustin Nogueras | DDS                          | 00:18:51 | 01:03:19 | 00:32:55 | 01:56:00 |
| 9    | Massimo De Ponti          | Carabinieri                  | 00:19:09 | 01:03:03 | 00:33:11 | 01:56:21 |
| 10   | Alex Ascenzi              | Fiamme Azzurre               | 00:18:46 | 01:03:25 | 00:33:46 | 01:56:48 |
| 11   | Manuel Biagiotti          | Friesian Team                | 00:18:50 | 01:02:08 | 00:35:11 | 01:57:04 |
| 12   | Daniel Hofer              | Carabinieri                  | 00:19:12 | 01:03:03 | 00:34:29 | 01:57:39 |
| 13   | Andrea De Ponti           | Friesian Team                | 00:19:15 | 01:02:58 | 00:34:58 | 01:58:08 |
| 14   | Manuele Canuto            | Fiamme Oro                   | 00:19:00 | 01:03:06 | 00:35:39 | 01:58:44 |
| 15   | Alessandro Ussi           | Forhans Team                 | 00:19:17 | 01:02:58 | 00:35:37 | 01:58:48 |
| 16   | Gregory Barnaby           | Bcicli Triathlon             | 00:19:10 | 01:03:00 | 00:36:35 | 01:59:42 |
| 17   | Marco Guerci              | Atletica Bellinzago          | 00:18:52 | 01:03:21 | 00:37:51 | 02:01:01 |
| 18   | Jacopo Butturini          | Bcicli Triathlon             | 00:18:40 | 01:03:31 | 00:38:00 | 02:01:08 |
| 19   | Francesco Cauz            | Liger Team Keyline           | 00:19:15 | 01:04:27 | 00:37:52 | 02:02:33 |
| 20   | Eddy Papais               | Peperoncino Team             | 00:19:18 | 01:05:33 | 00:37:05 | 02:02:52 |

### Élite donne
| Pos. | Atleta             | Società sportiva             | Nuoto    | Bici     | Corsa    | Totale   |
| ---- | ------------------ | ---------------------------- | -------- | -------- | -------- | -------- |
|      | Annamaria Mazzetti | Fiamme Oro                   | 00:19:49 | 01:11:18 | 00:37:50 | 02:09:56 |
|      | Daniela Chmet      | Fiamme Oro                   | 00:19:44 | 01:11:22 | 00:38:05 | 02:10:08 |
|      | Veronica Signorini | Triathlon Cremona Stradivari | 00:19:46 | 01:11:20 | 00:40:54 | 02:13:00 |
| 4    | Monica Cibin       | Forhans Team                 | 00:23:25 | 01:11:31 | 00:40:20 | 02:16:20 |
| 5    | Francesca Tibaldi  | Bcicli Triathlon             | 00:23:24 | 01:11:28 | 00:41:09 | 02:17:24 |
| 6    | Alexa Giussani     | Atletica Bellinzago          | 00:22:36 | 01:15:28 | 00:40:47 | 02:19:59 |
| 7    | Agnese De Rossi    | Liger Team Keyline           | 00:23:26 | 01:14:29 | 00:42:03 | 02:21:22 |
| 8    | Laura Pederzoli    | Bcicli Triathlon             | 00:23:45 | 01:14:21 | 00:42:37 | 02:22:01 |
| 9    | Daniela Pallaro    | Padova Triathlon             | 00:23:26 | 01:14:35 | 00:46:03 | 02:25:26 |
| 10   | Maria Ciocca       | T.D. Rimini                  | 00:23:35 | 01:17:41 | 00:43:41 | 02:26:19 |
| 11   | Lisa Desiderà      | Liger Team Keyline           | 00:26:18 | 01:15:06 | 00:43:57 | 02:26:37 |
| 12   | Valentina Zanet    | Freetime Triathlon           | 00:30:07 | 01:27:58 | 00:52:01 | 02:51:31 |
| 13   | Valentina Muratori | Triathlon Bordighera         | 00:29:10 | 01:32:59 | 01:00:17 | 03:03:52 |